# Persone più pesanti
La presenti liste elencano le persone più pesanti di tutti i tempi, entrati nel Guinness dei primati.

## Accertati
| N. | Nome                                 | Sesso | Data di nascita   | Peso massimo raggiunto (kg) | Paese          |
| -- | ------------------------------------ | ----- | ----------------- | --------------------------- | -------------- |
| 1  | Jon Brower Minnoch                   | M     | 29 settembre 1941 | 635                         | Stati Uniti    |
| 2  | Khalid bin Mohsen Shaari             | M     | 28 febbraio 1991  | 610                         | Arabia Saudita |
| 3  | Manuel Uribe                         | M     | 11 giugno 1965    | 597                         | Messico        |
| 4  | Michael Walker (Francis John Lang)   | M     | 3 Marzo 1934      | 583                         | Stati Uniti    |
| 5  | Walter Hudson                        | M     | 5 Giugno 1944     | 543                         | Stati Uniti    |
| 6  | Robert Earl Hughes                   | M     | 4 Giugno 1926     | 485                         | Stati Uniti    |
| 7  | Mills Darden                         | M     | 7 Ottobre 1799    | 462                         | Stati Uniti    |
| 8  | Big Tex                              | M     | 1902              | 419                         | Stati Uniti    |
| 9  | John Hanson Craig                    | M     | 1856              | 411                         | Stati Uniti    |
| 10 | Arthur Knorr                         | M     | 1914              | 408                         | Stati Uniti    |
| 11 | Kent Nicholson (T.J. Albert Jackson) | M     | 1941              | 404                         | Stati Uniti    |
| 12 | Albert Pernitsch                     | M     | 1956              | 399                         | Austria        |

## Gemelli più pesanti
I Gemelli McGuire, entrati nel Guinness dei primati come la coppia di gemelli più pesante del mondo.